# 조명선
조명선(趙明善,1923년 11월 27일 ~ 1994년 7월 8일)은 조선민주주의인민공화국의 독립운동가이자 정치인이다. 사후 김일성의 명의로 된 마지막 조화와 조의를 받았다 한다.

## 경력
1923년 11월 함경남도 요덕군에서 태어났다. 이후 김일성의 항일빨치산부대에 들어가, 전령으로 활동하였다. 해방이 되자 38선 이북으로 귀환하였으며 조선민주주의인민공화국 정부 수립 이후 1950년 8월 민족보위성 부상을 거쳐 인민군 사단장, 군단장, 집단군 총참모장, 총참모부 부총참모장 등을 역임했다.
1966년부터 노동당 중앙위원회 후보위원과 위원, 지난 1972년부터 최고인민회의 대의원으로 각각 선출됐으며 1972년과 1982년 두 번에 걸쳐 `공화국영웅` 칭호를 수여받았다. 1982년 사회안전부 부부장, 1989년부터 1994년까지 강건종합군관학교 교장을 지냈다.
사후 그의 시신은 평양시 보통강구역 서장구락부(고위간부 장례식장)에서 사회장으로 치러졌으며, 김정일의 생모 김정숙을 비롯해 김일성 주석의 항일빨치산 동료들의 반신상이 세워져 있는 평양 대성산혁명열사릉에 안장되었다. 사후 김일성의 명의로 된 마지막 조화와 조의를 받았다 한다.

## 같이 보기
- 김일성
- 김일
- 오진우